# Sagonne
Sagonne és un municipi francès, situat al departament de Cher i a la regió de Centre – Vall del Loira. L'any 2007 tenia 229 habitants.

## Demografia

### Població
El 2007 la població de fet de Sagonne era de 229 persones. Hi havia 96 famílies, de les quals 28 eren unipersonals (4 homes vivint sols i 24 dones vivint soles), 36 parelles sense fills, 28 parelles amb fills i 4 famílies monoparentals amb fills.
La població ha evolucionat segons el següent gràfic:
Habitants censats

### Habitatges
El 2007 hi havia 141 habitatges, 93 eren l'habitatge principal de la família, 41 eren segones residències i 7 estaven desocupats. 136 eren cases i 2 eren apartaments. Dels 93 habitatges principals, 77 estaven ocupats pels seus propietaris i 16 estaven llogats i ocupats pels llogaters; 8 tenien dues cambres, 12 en tenien tres, 26 en tenien quatre i 47 en tenien cinc o més. 33 habitatges disposaven pel capbaix d'una plaça de pàrquing. A 43 habitatges hi havia un automòbil i a 41 n'hi havia dos o més.

### Piràmide de població
La piràmide de població per edats i sexe el 2009 era:
| Homes | Edats   | Dones |
| ----- | ------- | ----- |
| 0     | 95 o +  | 4     |
| 0     | 90 a 94 | 0     |
| 0     | 85 a 89 | 4     |
| 4     | 80 a 84 | 4     |
| 0     | 75 a 79 | 8     |
| 8     | 70 a 74 | 8     |
| 4     | 65 a 69 | 0     |
| 20    | 60 a 64 | 28    |
| 0     | 55 a 59 | 0     |
| 8     | 50 a 54 | 0     |
| 4     | 45 a 49 | 8     |
| 8     | 40 a 44 | 4     |
| 0     | 35 a 39 | 4     |
| 8     | 30 a 34 | 4     |
| 8     | 25 a 29 | 8     |
| 0     | 20 a 24 | 12    |
| 4     | 15 a 19 | 8     |
| 4     | 10 a 14 | 8     |
| 0     | 5 a 9   | 4     |
| 4     | 0 a 4   | 4     |

## Economia
El 2007 la població en edat de treballar era de 131 persones, 92 eren actives i 39 eren inactives. De les 92 persones actives 79 estaven ocupades (47 homes i 32 dones) i 13 estaven aturades (5 homes i 8 dones). De les 39 persones inactives 22 estaven jubilades, 8 estaven estudiant i 9 estaven classificades com a «altres inactius».

### Ingressos
El 2009 a Sagonne hi havia 88 unitats fiscals que integraven 212 persones, la mediana anual d'ingressos fiscals per persona era de 15.828 €.

### Activitats econòmiques
Dels 8 establiments que hi havia el 2007, 1 era d'una empresa de fabricació d'altres productes industrials, 1 d'una empresa de construcció, 3 d'empreses de comerç i reparació d'automòbils, 1 d'una empresa immobiliària i 2 d'empreses de serveis.
Dels 2 establiments de servei als particulars que hi havia el 2009, 1 era un taller de reparació d'automòbils i de material agrícola i 1 paleta.
L'any 2000 a Sagonne hi havia 19 explotacions agrícoles que ocupaven un total de 1.834 hectàrees.

## Poblacions més properes
El següent diagrama mostra les poblacions més properes.